# Huntley (Illinois)
Huntley é uma vila localizada no estado norte-americano de Illinois, no Condado de Kane e Condado de McHenry.

## Demografia
Segundo o censo americano de 2000, a sua população era de 5730 habitantes.
Em 2006, foi estimada uma população de 20.047, um aumento de 14317 (249.9%).

## Geografia
De acordo com o United States Census Bureau tem uma área de
30,4 km², dos quais 30,3 km² cobertos por terra e 0,1 km² cobertos por água. Huntley localiza-se a aproximadamente 271 m acima do nível do mar.

## Localidades na vizinhança
O diagrama seguinte representa as localidades num raio de 12 km ao redor de Huntley.